# Lista de presidentes dos Estados Unidos por longevidade
A primeira tabela abaixo mostra a idade de cada presidente dos Estados Unidos na época de sua posse presidencial (primeira posse se eleito para mandatos múltiplos e consecutivos), ao deixar o cargo e na hora da morte. Onde o presidente ainda está vivo, sua expectativa de vida e o período pós-presidência são calculados até a data presente.

## Idade dos presidentes

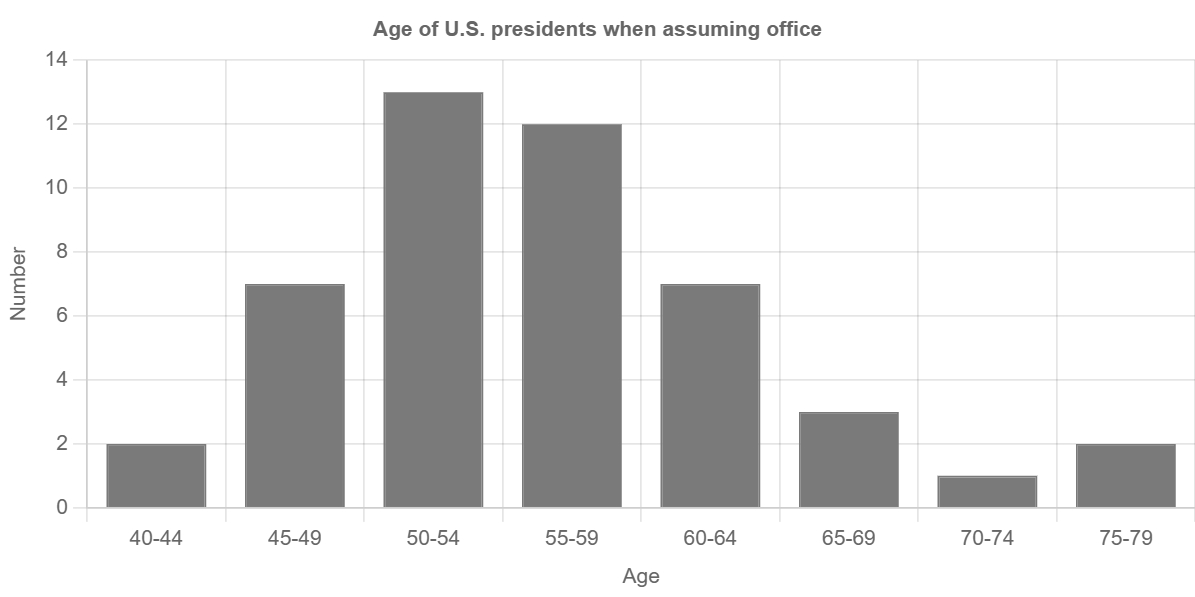
Idade dos presidentes dos EUA quando assumiram o cargo

O Artigo Segundo da Constituição dos Estados Unidos prevê que os presidentes dos EUA devem ter pelo menos 35 anos de idade no momento em que tomam posse. A idade mediana na posse dos novos presidentes dos EUA é de 55 anos. A pessoa mais jovem a se tornar presidente dos EUA foi Theodore Roosevelt, aos 42 anos, que assumiu o cargo após o assassinato de William McKinley. A pessoa mais velha a tomar posse como presidente é Donald Trump, aos 78 anos e 7 meses, para seu segundo mandato.
Assassinado aos 46 anos, John F. Kennedy foi o presidente mais jovem no final de seu mandato, e sua expectativa de vida foi a mais curta de qualquer presidente. O presidente mais velho no final de seu mandato é Joe Biden, com 82 anos e 2 meses. Jimmy Carter teve a maior expectativa de vida de qualquer presidente, tornando-se o primeiro presidente a atingir a idade de 100 anos.
James K. Polk teve a aposentadoria mais curta entre todos os presidentes, morrendo de cólera apenas 103 dias após deixar o cargo, aos 53 anos (o presidente mais jovem a morrer de causas naturais). A aposentadoria de Carter, de 43 anos, 344 dias, é a mais longa da história presidencial americana. O ex-presidente Biden é o mais velho dos cinco presidentes vivos, com 82 anos, 113 dias. O ex-presidente vivo mais jovem é Barack Obama, com 63 anos, 221 dias.

## Dados presidenciais relacionados à idade
| Nº | Presidente             | Nascimento              | Idade no início da presidência           | Idade no fim da presidência              | Vida pós-presidência | Tempo de vida           | Tempo de vida     |
| Nº | Presidente             | Nascimento              | Idade no início da presidência           | Idade no fim da presidência              | Vida pós-presidência | Falecimento             | Idade             |
| -- | ---------------------- | ----------------------- | ---------------------------------------- | ---------------------------------------- | -------------------- | ----------------------- | ----------------- |
| 1  | George Washington      | 22 de fevereiro de 1732 | 57 anos, 67 dias 30 de abril de 1789     | 65 anos, 10 dias 4 de março de 1797      | 2 anos, 285 dias     | 14 de dezembro de 1799  | 67 anos, 295 dias |
| 2  | John Adams             | 30 de outubro de 1735   | 61 anos, 125 dias 4 de março de 1797     | 65 anos, 125 dias 4 de março de 1801     | 25 anos, 122 dias    | 4 de julho de 1826      | 90 anos, 247 dias |
| 3  | Thomas Jefferson       | 13 de abril de 1743     | 57 anos, 325 dias 4 de março de 1801     | 65 anos, 325 dias 4 de março de 1809     | 17 anos, 122 dias    | 4 de julho de 1826      | 83 anos, 82 dias  |
| 4  | James Madison          | 16 de março de 1751     | 57 anos, 353 dias 4 de março de 1809     | 65 anos, 353 dias 4 de março de 1817     | 19 anos, 116 dias    | 28 de junho de 1836     | 85 anos, 104 dias |
| 5  | James Monroe           | 28 de abril de 1758     | 58 anos, 310 dias 4 de março de 1817     | 66 anos, 310 dias 4 de março de 1825     | 6 anos, 122 dias     | 4 de julho de 1831      | 73 anos, 67 dias  |
| 6  | John Quincy Adams      | 11 de julho de 1767     | 57 anos, 236 dias 4 de março de 1825     | 61 anos, 236 dias 4 de março de 1829     | 18 anos, 356 dias    | 23 de fevereiro de 1848 | 80 anos, 227 dias |
| 7  | Andrew Jackson         | 15 de março de 1767     | 61 anos, 354 dias 4 de março de 1829     | 69 anos, 354 dias 4 de março de 1837     | 8 anos, 96 dias      | 8 de junho de 1845      | 78 anos, 85 dias  |
| 8  | Martin Van Buren       | 5 de dezembro de 1782   | 54 anos, 89 dias 4 de março de 1837      | 58 anos, 89 dias 4 de março de 1841      | 21 anos, 142 dias    | 24 de julho de 1862     | 79 anos, 231 dias |
| 9  | William Henry Harrison | 9 de fevereiro de 1773  | 68 anos, 23 dias 4 de março de 1841      | 68 anos, 54 dias 4 de abril de 1841      | 0 dias               | 4 de abril de 1841      | 68 anos, 54 dias  |
| 10 | John Tyler             | 29 de março de 1790     | 51 anos, 6 dias 4 de abril de 1841       | 54 anos, 340 dias 4 de março de 1845     | 16 anos, 320 dias    | 18 de janeiro de 1862   | 71 anos, 295 dias |
| 11 | James K. Polk          | 2 de novembro de 1795   | 49 anos, 122 dias 4 de março de 1845     | 53 anos, 122 dias 4 de março de 1849     | 103 dias             | 15 de junho de 1849     | 53 anos, 225 dias |
| 12 | Zachary Taylor         | 24 de novembro de 1784  | 64 anos, 100 dias 4 de março de 1849     | 65 anos, 227 dias 9 de julho de 1850     | 0 dias               | 9 de julho de 1850      | 65 anos, 227 dias |
| 13 | Millard Fillmore       | 7 de janeiro de 1800    | 50 anos, 183 dias 9 de julho de 1850     | 53 anos, 56 dias 4 de março de 1853      | 21 anos, 4 dias      | 8 de março de 1874      | 74 anos, 60 dias  |
| 14 | Franklin Pierce        | 23 de novembro de 1804  | 48 anos, 101 dias 4 de março de 1853     | 52 anos, 101 dias 4 de março de 1857     | 12 anos, 218 dias    | 8 de outubro de 1869    | 64 anos, 319 dias |
| 15 | James Buchanan         | 23 de abril de 1791     | 65 anos, 315 dias 4 de março de 1857     | 69 anos, 315 dias 4 de março de 1861     | 7 anos, 89 dias      | 1 de junho de 1868      | 77 anos, 39 dias  |
| 16 | Abraham Lincoln        | 12 de fevereiro de 1809 | 52 anos, 20 dias 4 de março de 1861      | 56 anos, 62 dias 15 de abril de 1865     | 0 dias               | 15 de abril de 1865     | 56 anos, 62 dias  |
| 17 | Andrew Johnson         | 29 de dezembro de 1808  | 56 anos, 107 dias 15 de abril de 1865    | 60 anos, 65 dias 4 de março de 1869      | 6 anos, 149 dias     | 31 de julho de 1875     | 66 anos, 214 dias |
| 18 | Ulysses S. Grant       | 27 de abril de 1822     | 46 anos, 311 dias 4 de março de 1869     | 54 anos, 311 dias 4 de março de 1877     | 8 anos, 141 dias     | 23 de julho de 1885     | 63 anos, 87 dias  |
| 19 | Rutherford B. Hayes    | 4 de outubro de 1822    | 54 anos, 151 dias 4 de março de 1877     | 58 anos, 151 dias 4 de março de 1881     | 11 anos, 319 dias    | 17 de janeiro de 1893   | 70 anos, 105 dias |
| 20 | James A. Garfield      | 19 de novembro de 1831  | 49 anos, 105 dias 4 de março de 1881     | 49 anos, 304 dias 19 de setembro de 1881 | 0 dias               | 19 de setembro de 1881  | 49 anos, 304 dias |
| 21 | Chester A. Arthur      | 5 de outubro de 1829    | 51 anos, 349 dias 19 de setembro de 1881 | 55 anos, 150 dias 4 de março de 1885     | 1 ano, 259 dias      | 18 de novembro de 1886  | 57 anos, 44 dias  |
| 22 | Grover Cleveland       | 18 de março de 1837     | 47 anos, 351 dias 4 de março de 1885     | 51 anos, 351 dias 4 de março de 1889     | 4 anos, 0 dias       | 24 de junho de 1908     | 71 anos, 98 dias  |
| 23 | Benjamin Harrison      | 20 de agosto de 1833    | 55 anos, 196 dias 4 de março de 1889     | 59 anos, 196 dias 4 de março de 1893     | 8 anos, 9 dias       | 13 de março de 1901     | 67 anos, 205 dias |
| 24 | Grover Cleveland       | 18 de março de 1837     | 55 anos, 351 dias 4 de março de 1893     | 59 anos, 351 dias 4 de março de 1897     | 11 anos, 112 dias    | 24 de junho de 1908     | 71 anos, 98 dias  |
| 25 | William McKinley       | 29 de janeiro de 1843   | 54 anos, 34 dias 4 de março de 1897      | 58 anos, 228 dias 14 de setembro de 1901 | 0 dias               | 14 de setembro de 1901  | 58 anos, 228 dias |
| 26 | Theodore Roosevelt     | 27 de outubro de 1858   | 42 anos, 322 dias 14 de setembro de 1901 | 50 anos, 128 dias 4 de março de 1909     | 9 anos, 308 dias     | 6 de janeiro de 1919    | 60 anos, 71 dias  |
| 27 | William Howard Taft    | 15 de setembro de 1857  | 51 anos, 170 dias 4 de março de 1909     | 55 anos, 170 dias 4 de março de 1913     | 17 anos, 4 dias      | 8 de março de 1930      | 72 anos, 174 dias |
| 28 | Woodrow Wilson         | 28 de dezembro de 1856  | 56 anos, 66 dias 4 de março de 1913      | 64 anos, 66 dias 4 de março de 1921      | 2 anos, 336 dias     | 3 de fevereiro de 1924  | 67 anos, 37 dias  |
| 29 | Warren G. Harding      | 2 de novembro de 1865   | 55 anos, 122 dias 4 de março de 1921     | 57 anos, 273 dias 2 de agosto de 1923    | 0 dias               | 2 de agosto de 1923     | 57 anos, 273 dias |
| 30 | Calvin Coolidge        | 4 de julho de 1872      | 51 anos, 29 dias 2 de agosto de 1923     | 56 anos, 243 dias 4 de março de 1929     | 3 anos, 307 dias     | 5 de janeiro de 1933    | 60 anos, 185 dias |
| 31 | Herbert Hoover         | 10 de agosto de 1874    | 54 anos, 206 dias 4 de março de 1929     | 58 anos, 206 dias 4 de março de 1933     | 31 anos, 230 dias    | 20 de outubro de 1964   | 90 anos, 71 dias  |
| 32 | Franklin D. Roosevelt  | 30 de janeiro de 1882   | 51 anos, 33 dias 4 de março de 1933      | 63 anos, 72 dias 12 de abril de 1945     | 0 dias               | 12 de abril de 1945     | 63 anos, 72 dias  |
| 33 | Harry S. Truman        | 8 de maio de 1884       | 60 anos, 339 dias 12 de abril de 1945    | 68 anos, 257 dias 20 de janeiro de 1953  | 19 anos, 341 dias    | 26 de dezembro de 1972  | 88 anos, 232 dias |
| 34 | Dwight D. Eisenhower   | 14 de outubro de 1890   | 62 anos, 98 dias 20 de janeiro de 1953   | 70 anos, 98 dias 20 de janeiro de 1961   | 8 anos, 67 dias      | 28 de março de 1969     | 78 anos, 165 dias |
| 35 | John F. Kennedy        | 29 de maio de 1917      | 43 anos, 236 dias 20 de janeiro de 1961  | 46 anos, 177 dias 22 de novembro de 1963 | 0 dias               | 22 de novembro de 1963  | 46 anos, 177 dias |
| 36 | Lyndon B. Johnson      | 27 de agosto de 1908    | 55 anos, 87 dias 22 de novembro de 1963  | 60 anos, 146 dias 20 de janeiro de 1969  | 4 anos, 2 dias       | 22 de janeiro de 1973   | 64 anos, 148 dias |
| 37 | Richard Nixon          | 9 de janeiro de 1913    | 56 anos, 11 dias 20 de janeiro de 1969   | 61 anos, 212 dias 9 de agosto de 1974    | 19 anos, 256 dias    | 22 de abril de 1994     | 81 anos, 103 dias |
| 38 | Gerald Ford            | 14 de julho de 1913     | 61 anos, 26 dias 9 de agosto de 1974     | 63 anos, 190 dias 20 de janeiro de 1977  | 29 anos, 340 dias    | 26 de dezembro de 2006  | 93 anos, 165 dias |
| 39 | Jimmy Carter           | 1 de outubro de 1924    | 52 anos, 111 dias 20 de janeiro de 1977  | 56 anos, 111 dias 20 de janeiro de 1981  | 43 anos, 344 dias    | 29 de dezembro de 2024  | 100 anos, 89 dias |
| 40 | Ronald Reagan          | 6 de fevereiro de 1911  | 69 anos, 349 dias 20 de janeiro de 1981  | 77 anos, 349 dias 20 de janeiro de 1989  | 15 anos, 137 dias    | 5 de junho de 2004      | 93 anos, 120 dias |
| 41 | George H. W. Bush      | 12 de junho de 1924     | 64 anos, 222 dias 20 de janeiro de 1989  | 68 anos, 222 dias 20 de janeiro de 1993  | 25 anos, 314 dias    | 30 de novembro de 2018  | 94 anos, 171 dias |
| 42 | Bill Clinton           | 19 de agosto de 1946    | 46 anos, 154 dias 20 de janeiro de 1993  | 54 anos, 154 dias 20 de janeiro de 2001  | 24 anos, 52 dias     | (vivo)                  | 78 anos, 206 dias |
| 43 | George W. Bush         | 6 de julho de 1946      | 54 anos, 198 dias 20 de janeiro de 2001  | 62 anos, 198 dias 20 de janeiro de 2009  | 16 anos, 52 dias     | (vivo)                  | 78 anos, 250 dias |
| 44 | Barack Obama           | 4 de agosto de 1961     | 47 anos, 169 dias 20 de janeiro de 2009  | 55 anos, 169 dias 20 de janeiro de 2017  | 8 anos, 52 dias      | (vivo)                  | 63 anos, 221 dias |
| 45 | Donald Trump           | 14 de junho de 1946     | 70 anos, 220 dias 20 de janeiro de 2017  | 74 anos, 220 dias 20 de janeiro de 2021  | 4 anos, 0 dias       | (vivo)                  | 78 anos, 272 dias |
| 46 | Joe Biden              | 20 de novembro de 1942  | 78 anos, 61 dias 20 de janeiro de 2021   | 82 anos, 61 dias 20 de janeiro de 2025   | 52 dias              | (vivo)                  | 82 anos, 113 dias |
| 47 | Donald Trump           | 14 de junho de 1946     | 78 anos, 220 dias 20 de janeiro de 2025  | (Incumbente)                             | (Incumbente)         | (vivo)                  | 78 anos, 272 dias |

1. 1 2 3 4  Data de nascimento alterada para Novo Estilo
2. 1 2 3 4 5 6 7 8  Morreu no exercício do cargo
3. ↑  Esta é a duração da primeira aposentadoria pós-presidencial de Cleveland (1889-1893), entre seus dois mandatos.
4. ↑  Esta é a duração da segunda aposentadoria pós-presidencial de Cleveland (1897–1908), após seu segundo mandato.
5. ↑  Renunciou ao cargo
6. ↑  Esta é a duração da primeira aposentadoria pós-presidencial de Trump (2021–2025), entre seus dois mandatos.

## Representação gráfica
Esta é uma linha do tempo gráfica da vida dos presidentes dos Estados Unidos. Eles estão listados em ordem de cargo, com Grover Cleveland e Donald Trump listados na ordem de suas primeiras presidências.
O gráfico a seguir mostra presidentes por idade (presidentes vivos em verde), com os anos de sua presidência em azul. A linha azul vertical em 35 anos indica a idade mínima para ser presidente.